# Neyzen Tevfik

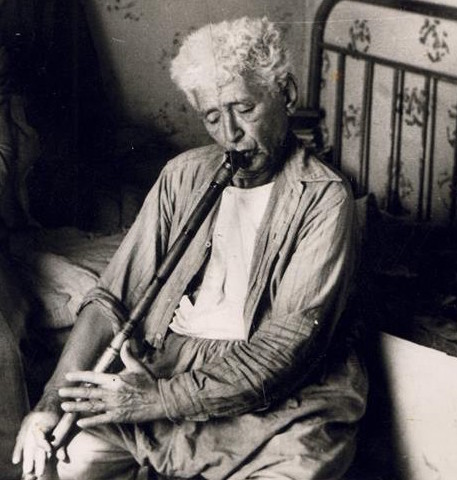
Neyzen Tevfik

Neyzen Tevfik, pseudonimo di Tevfik Kolaylı (Bodrum, 24 marzo 1879 – Istanbul, 28 gennaio 1953), è stato un poeta e musicista turco.

## Biografia
Da ragazzo, Tevfik Kolaylı aveva studiato il persiano ed era entrato nella confraternita mevlevi di Smirne. Trasferitosi a Istanbul, continuò la sua pratica mevlevi a Galata e a Kasımpaşa, divenendo nel 1902 un derviscio Bektashi.
Dalla conoscenza diretta dei poeti Eşref e Tokadizade Şekip, negli anni di Smirne, egli trasse la vocazione poetica. L’incontro con Mehmet Akif Ersoy, a Istanbul, fu tuttavia assai determinante per l’influenza che ebbe sul suo stile. 
Tevfik divenne ben presto autore di una poesia satirica che (cosa comune anche ad altri intellettuali della sua epoca) intendeva criticare in particolare la politica riformistica accentratrice e autoritaria del sultano Abdul Hamid II. Per questa ragione Tevfik fu costretto all’esilio in Egitto nel 1903: qui tornerà successivamente, come visitatore, tra il 1908 e il 1913.
Dopo la deposizione di Abdul Hamid (1909), egli si dimostrò insofferente sia nei riguardi della politica dei Giovani Turchi, sia dei governi repubblicani successivi. Coerente oppositore di ogni oppressione o bigottismo, autore di caustiche denunzie di ogni diseguaglianza sociale, Tevfik mantenne un atteggiamento profondamente critico anche contro ogni processo di occidentalizzazione “forzata” imposta dai governi turchi.
Accanto alla sua attività di poeta satirico, Tevfik è ricordato anche come uno dei più grandi neyzenler, ovvero suonatori di ney, della sua epoca: si dice che Tevfik imparasse a suonare il ney in gioventù da un barbiere di Urfa e pare non si separasse mai dal suo strumento, di cui fu un grande virtuoso, tale da essere ricordato non a caso con lo pseudonimo di Neyzen Tevfik. Il suo stile personale e la sua vivace fantasia improvvisativa sono testimoniate in maniera evidente da alcune registrazioni di taksim (improvvisazioni): la sua figura di neyzen è tuttora assai venerata in Turchia.
Tevfik fu una personalità eccentrica, che incarnava il forte contrasto tra l’ortodossia della dottrina islamica e le pratiche della confraternita Bektashi, considerata da molti un ordine “eretico”: da buon appartenente a questa corrente iniziatica, Tevfik ne condivideva tra l’altro la pungente vena satirica e l’amore per lo stato di ebbrezza prodotto dal vino.
La sua poetica e il suo intero stile di vita possono essere riassunti da queste sue righe:
Il suo punto di vista religioso era assai eterodosso e tendeva inoltre a cambiare in accordo col suo stato d’animo. Spesso ebbe atteggiamenti profondamente anticonformisti e apparentemente eccentrici: fu più volte visto girare nudo per strada, a simbolo di una “nudità” e libertà intellettuali che contrastavano le strettoie di una società dalle regole forzatamente imposte. Fu perciò spesso accusato di essere un radicale, se non addirittura un eretico o un ateo.
Nel 1950, tre anni prima della sua morte, Tevfik apparve nel film Onu affettim (L’ho perdonato) del regista turco Mümtaz Ener.
Un ney appartenuto a Neyzen Tevfik è conservato oggi nel museo Topkapı di Istanbul.

## Opere poetiche
Le sue raccolte poetiche principali sono Hîç (Nulla, 1919) e Azab-ı Mukaddes (Sofferenza sacra, 1949). Di esse non esistono ad oggi traduzioni italiane.